# Јужна Србија (1919—1922)
Јужна Србија је у периоду од 1918. до 1922. године била геополитички назив за специфично административно подручје које је у оквирима новостворене Краљевине Срба, Хрвата и Словенаца обухватало 16 округа у областима ослобођеним током Балканских ратова (1912-1913). Обухватала је Рашку, Косово, Метохију и Вардарску Србију, односно Вардарску Македонију. Није имала посебну покрајинску администрацију, већ је у правном систему третирана као посебно административно подручје које се по својим друштвеним специфичностима разликовало од суседне Северне Србије, са којом је заједно чинила покрајину Србију.

## Историја
Јужна Србија је обухватала крајеве које су краљевине Србија и Црна Гора ослободиле од Османског царства у Првом балканском рату (1912-1913) и одбраниле од Бугарске у Другом балканском рату (1913). Овај простор је раније називан и Старом Србијом, што се првенствено односило на области старе Рашке, Косова и Метохије, где су поникле српске средњовековне државе, док су јужније области називане Вардарском Србијом или Вардарском Македонијом.
Устав и сви закони раније Краљевине Србије ступили су на снагу у Јужној Србији указом регента Александра 30. јуна 1919. године. Тако је овај простор, који је ослобођен 1912. и 1913. године, изједначен у правном погледу са старим областима Краљевине Србије тек шест година након присаједињења. Јужна Србија се састојала од 16 округа. Од тога је 12 било предвиђено предлогом Закона о присаједињењу Старе Србије Краљевини Србији из 1913. године, а припојена су још и 4 округа која су након ослобођења била у саставу Краљевине Црне Горе (Пљеваљски, Бјелопољски, Берански и Метохијски округ).
Избори за посланике Привременог народног представништва из Јужне Србије одржани су 30. марта 1919. године. Изабрана су 24 посланика.
- Подела Македоније 1913.
- Окрузи (жупаније) Краљевине СХС након утврђивања спољних граница 1920. године

## Управна подела
| Округ/Срез   | Број општина |
| ------------ | ------------ |
| Берански     | 13           |
| Берански     | 6            |
| Будимски     | 3            |
| Рожајски     | 4            |
| Бјелопољски  | 11           |
| Бјелопољски  | 6            |
| Лозански     | 5            |
| Битољски     | 75           |
| Битољски     | 14           |
| Кичевски     | 14           |
| Крушевски    | 19           |
| Мориховски   | 7            |
| Преспански   | 7            |
| Прилепски    | 14           |
| Брегалнички  | 44           |
| Кочански     | 9            |
| Малешки      | 4            |
| Овчепољски   | 10           |
| Радовишки    | 9            |
| Царевоселски | 5            |
| Штипски      | 7            |

| Округ/Срез     | Број општина |
| -------------- | ------------ |
| Звечански      | 25           |
| Вучитрнски     | 9            |
| Дренички       | 7            |
| Митровички     | 9            |
| Косовски       | 55           |
| Гњилански      | 17           |
| Грачанички     | 16           |
| Лапски         | 12           |
| Неродимски     | 10           |
| Кумановски     | 52           |
| Жеглиговски    | 20           |
| Кратовски      | 10           |
| Кривопаланачки | 13           |
| Прешевски      | 9            |
| Метохијски     | 21           |
| Ђаковички      | 7            |
| Источки        | 6            |
| Пећки          | 8            |

| Округ/Срез    | Број општина |
| ------------- | ------------ |
| Охридски      | 53           |
| Голобрдски    | 6            |
| Горњодебарски | 7            |
| Доњодебарски  | 8            |
| Охридски      | 10           |
| Подградски    | 10           |
| Струшки       | 12           |
| Пљеваљски     | 12           |
| Бољанићки     | 5            |
| Пљеваљски     | 7            |
| Призренски    | 75           |
| Горски        | 16           |
| Љумски        | 10           |
| Подгорски     | 10           |
| Подримски     | 15           |
| Шарпланински  | 17           |
| Хашки         | 7            |
| Пријепољски   | 21           |
| Милешевски    | 9            |
| Нововарошки   | 7            |
| Прибојски     | 5            |

| Округ/Срез   | Број општина |
| ------------ | ------------ |
| Рашки        | 31           |
| Дежевски     | 11           |
| Сјенички     | 12           |
| Штавички     | 8            |
| Скопски      | 61           |
| Велешки      | 31           |
| Качанички    | 4            |
| Скопски      | 26           |
| Тетовски     | 50           |
| Галички      | 9            |
| Горњополошки | 16           |
| Доњополошки  | 18           |
| Поречки      | 7            |
| Тиквешки     | 48           |
| Дојрански    | 4            |
| Ђевђелијски  | 7            |
| Кавадарски   | 14           |
| Струмички    | 10           |
| Неготински   | 13           |